# Hercostomus plagiatus
Hercostomus plagiatus är en tvåvingeart som först beskrevs av Friedrich Hermann Loew 1857.  Hercostomus plagiatus ingår i släktet Hercostomus och familjen styltflugor. Inga underarter finns listade i Catalogue of Life.